# Verlappen

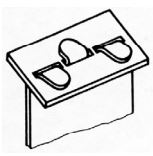
Verlappen

Verlappen ist eine Fertigungstechnik aus dem Bereich des Fügens durch Formschluss. Hierbei können zwei senkrecht aufeinanderstehende Bauteile aus Blech miteinander verbunden werden. Dabei besitzt das eine Bauteil mehrere Nasen, die durch passende Schlitze im anderen Bauteil geführt werden. Anschließend werden die Nasen zur Seite hin umgebogen und verhindern so, dass sich die Bauteile voneinander trennen lassen. Aufgrund des benötigten Umformvermögens eignet sich das Verfahren vor allem für metallische Bauteile.